# Kangoo
Kangoo è una serie televisiva a cartoni animati prodotta da Animage e AB Productions. In Italia è andata in onda prima su TMC all'interno del contenitore Zap-Zap TV, ed in seguito da Fox Kids/Jetix dal 4 marzo 2002.

## Trama
La squadra dei Kangoo è composta da cinque canguri: Napo, il capitano deciso e forte, Kevin che non perde occasione per attaccare briga, Junior, il più piccolo, Nelson, agile e al tempo stesso sgraziato e infine Archie, il matematico, che si occupa degli schemi e delle strategie della squadra. Ad aiutare i canguri Inoltre vi sono gli umani Sam, l'allenatore della squadra, e sua figlia Tiffany. I cinque canguri vivono sull'isola di Sierra Kangoo e tra una partita e l'altro sventano i piani del loro nemico principale, Mister D.

## Personaggi
- Napo: è il capitano della squadra di basket e il saltatore più alto. Il suo colore è rosso/magenta, ha occhi neri e punte delle orecchie nere. Nervoso, intelligente e autoritario, Napo detesta che i suoi ordini vengano discussi, sa farsi rispettare. A volte si spinge troppo oltre nelle sue decisioni, cosa che una volta lo ha portato a essere licenziato dal suo gruppo, ma è un amico fedele su cui i suoi amici possono sempre contare. Napo ha un talento per la recitazione.
- Kevin: è il più grintoso e il più forte della banda. Il suo colore è nero, ha gli occhi neri ed è l'unico della banda ad essere raffigurato con una muscolatura notevole. Forte, impulsivo e di buon cuore, Kevin odia le ingiustizie e si ribella alla cattiveria di Mister D e degli altri personaggi antagonisti, non esita a prendere le difese dei più deboli e a rallegrarsi quando necessario. Kevin ha un talento per lo sport.
- Junior: è il più giovane e il più abile del gruppo. Il suo colore è il blu maya, ha la particolarità di essere il più piccolo di taglia e di avere orecchie che escono ai lati e a volte (quasi simili) a quelle di Nelson. Birichino, testardo e vivace, Junior è il più pigro dei Kangoo, gli piace riposare nella sua amaca, ma è molto presente durante le partite di basket dove gioca davvero sul serio, è anche segretamente innamorato di Tiffanie. Junior ha un talento per la danza.
- Nelson: è l'asso della meccanica e il più veloce della banda. Il suo colore è il bianco, ha gli occhi azzurri e la particolarità di avere le orecchie arretrate ea volte (quasi simili) a quelle di Junior. Affascinante, generoso e un po' timido, Nelson è un personaggio importante, è un pilastro della squadra, in caso di problemi è sempre lì a risolverli, è anche il pilota dell'aereo Kangoo. Nelson ha un talento per il canto e le invenzioni.
- Archie: è il genio scientifico e il più intelligente del gruppo. Il suo colore è giallo zafferano, ha gli occhi verdi e porta gli occhiali perché è miope. Gentile, intelligente e talvolta goffo, Archie è un personaggio accattivante, è appassionato di tutto ciò che riguarda la scienza, la matematica (usa spesso l'avverbio "matematicamente" nelle sue frasi), ecc. Riesce spesso a risolvere anche i problemi più complessi che talvolta il gruppo deve affrontare. Archie ha un talento per il disegno e le invenzioni.
- Sammy: è il padre di Tiffanie e l'allenatore del Kangoo. Ha circa 40 anni ed è stato molto protettivo nei confronti di sua figlia da quando ha perso sua madre quando aveva solo 5 anni. Motiva i Kangoo e li incoraggia durante le partite. Odia perdere e vorrebbe un giorno vincere il titolo di campione del mondo di basket.
- Tiffany: è la figlia di Sammy, un pilota di aeroplani. Ha circa 19 anni. Dal loro incidente, è Nelson che ha dato loro il gusto del piacere dell'aviazione. È la copilota dell'aereo e quindi siede spesso accanto a Nelson. Supporta i Kangoo e sembra avere un debole particolare per Napo che trova "così carino" come dice spesso. Anche a lei piace Nelson. Viene spesso rapita da Mister D e Robur ed è anche la peggior nemica di Roxanna e Vipera gelose della sua bellezza e della sua popolarità. Del resto Billy il bidone della spazzatura, il cibernauta (robot) (secondo lei) più stupido di Vipera, ne è follemente innamorato.
- Ray Walter: è un giornalista del canale televisivo SW One. È il commentatore per la maggior parte delle partite di Kangoo. Non gli manca l'energia, che spesso lo porta a cadere dalla sua posizione, a ritrovarsi sospeso dal microfono, o addirittura a cadere ai bordi del campo.
- Adelaide III: è la regina di Mysialand (uno stato immaginario ispirato al Regno Unito). Ha anche un debole per Nelson.
- Mister D e sua nipote Vipera sono due dei principali nemici del Kangoo. Bramano la pianta d'oro del Kangoo e non esitano a rapirne uno (o Tiffanie) per usarla come merce di scambio. La maggior parte delle volte lavorano ciascuno per conto proprio: uno con la sua scimmia Arthur e i suoi 2 accoliti Buck e Jo, l'altro con i suoi cybernauti come Billy il bidone della spazzatura. Entrambi sono in grado di trasformarsi in animali (spesso in pipistrelli per Mister D) per sfuggire ai Kangoo e alle autorità.
- Don Marcos è il fratello gemello di Mister D. Dopo essere stati spesso in conflitto con quest'ultimo, hanno finito per unire le forze per cercare di eliminare il Kangoo. Ciò che lo differenzia fisicamente dal fratello è la cicatrice sulla guancia destra.
- Buck e Jo: i due aiutanti di Mister D che sono stupidi.
- Robur e Roxana: la coppia nemica del mondo di Birbakra.
- Arthur: la scimmia parlante di Mister D.